# Rineloricaria morrowi
Rineloricaria morrowi (Рінелорікарія Морроу) — вид риб з роду Rineloricaria родини Лорікарієві ряду сомоподібні.

## Опис
Загальна довжина сягає 16,5 см (в акваріумі — до 13 см). Голова відносно велика, сплощена зверху. Морда звужена, округла на кінці. Очі маленькі. Рот у вигляді присоски, біля неї є вирости на кшталт «бакенбардів». Тулуб сильно витягнутий у хвостовій частині. Самці стрункіші за самиць. Спинний плавець високий, повністю торкається тулуба. Грудні плавці широкі, на їхніх променях та шипах у самців є одонтоди. Перший промінь жорсткий (шип) короткий і товстий. Жировий плавець відсутній. Черевні плавці дорівнюють грудним плавцям. Анальний плавець невеличкий. Хвостовий плавець з виїмкою, є ниткоподібні променів, що тягнуться з країв плавця.
Забарвлення мінливе: від рожевато-бежевого до червоно-коричневого з численними темними тонкими кільцями на хвостовому стеблі.

## Спосіб життя
Зустрічається у річках з помірною течією та піщаним та дрібнокам'янистим ґрунтом. Утворює невеликі косяки. Вдень ховається серед корчів та зарослів рослин. Активна у присмерку. Живиться водоростевими обростаннями, детритом, дрібними безхребетними.
Самиця відкладає ікру в печерках. Самець піклується про кладку.

## Розповсюдження
Мешкає у басейні річки Укаялі (Перу).